# 拉巴蒂迪维桑
拉巴蒂迪维桑（法語：La Bâtie-Divisin，法語發音：[la bati divizɛ̃]）是法国伊泽尔省的一个旧市镇，位于该省北部，属于拉图尔迪潘区。2016年1月1日，拉巴蒂迪维桑和相邻的两个市镇合并为新市镇多菲内地区莱萨布雷（Les Abrets en Dauphiné）。

## 地理
拉巴蒂迪维桑（45°30'36"N, 5°35'52"E）面积10.51 平方千米，位于法国奥弗涅-罗讷-阿尔卑斯大区伊泽尔省，该省份为法国东南部内陆省份，北起顺时针与安省、萨瓦省、上阿尔卑斯省、德龙省、阿尔代什省、卢瓦尔省和罗讷省。
与拉巴蒂迪维桑接壤的市镇（或旧市镇、城区）包括：莱萨布雷、沃拉讷、多菲内地区莱萨布雷、沙朗雪、蒙费拉、帕拉德吕、普雷桑。

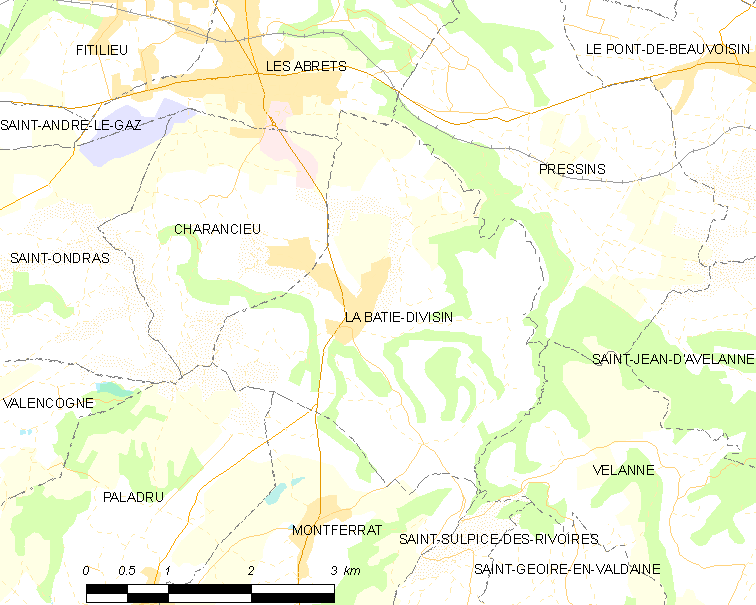
拉巴蒂迪维桑的OSM定位图

拉巴蒂迪维桑的时区为UTC+01:00、UTC+02:00（夏令时）。

## 行政
拉巴蒂迪维桑的邮政编码为38490，INSEE市镇编码为38028。

## 政治
拉巴蒂迪维桑所属的省级选区为沙特勒斯-吉耶县。

## 人口

1962-2008年间拉巴蒂迪维桑人口变化图示

拉巴蒂迪维桑于2018年1月1日时的人口数量为927人。